# Ferrial Sofyan
Ferrial Sofyan (Yakarta, 18 de enero de 1949) es un político y exmilitar indonesio. Se ha desempeñado como miembro del Consejo Representativo Popular Regional de Yakarta desde 2009, y se desempeñó como presidente del consejo entre 2009 y 2014, así como su vicepresidente entre 2014 y 2019.

## Biografía
Sofyan nació el 18 de enero de 1949 y se graduó de la Academia Militar de Indonesia en 1971. Se inscribió en el Instituto Nacional de Resiliencia en abril de 1997, anteriormente habiéndose desempeñado como comandante del Distrito Militar de Bengkulu. En 2002, con el rango de mayor general, fue designado como coordinador de expertos del jefe de Estado Mayor del Ejército de Indonesia. Se retiraría de las Fuerzas Armadas en 2005.
Para 2009, Sofyan había ingresado a la política, siendo elegido miembro del Consejo Representativo Popular Regional de Yakarta como parte del Partido Demócratico y fue designado como presidente del consejo. Fue designado inicialmente como presidente temporal el 25 de agosto de 2009, antes de su nombramiento oficial el 11 de septiembre de 2009. En 2012, Sofyan rechazó una propuesta del entonces vicegobernador Basuki Tjahaja Purnama para permitir el acceso de los medios a las reuniones presupuestarias del consejo. También fue presidente de la rama de Yakarta del Partido Demócratico entre 2009 y 2014, y fue vicepresidente de la Asociación de Bádminton de Indonesia entre 2004 y 2008.
Después de las elecciones legislativas de 2014, Sofyan retuvo su escaño en el consejo, aunque perdió la presidencia ante Prasetyo Edi Marsudi y se convirtió en vicepresidente. Prestó juramento como vicepresidente el 26 de septiembre de 2014. El 20 de febrero de 2019, Sofyan fue reemplazado como vicepresidente por el concejal del Partido Demócrata, Santoso, por el presidente del Partido Demócratico, Susilo Bambang Yudhoyono. Sofyan estuvo ausente de la ceremonia de nombramiento de Santoso. Permaneció como concejal después de las elecciones de 2019.